# USCGC 버솔프

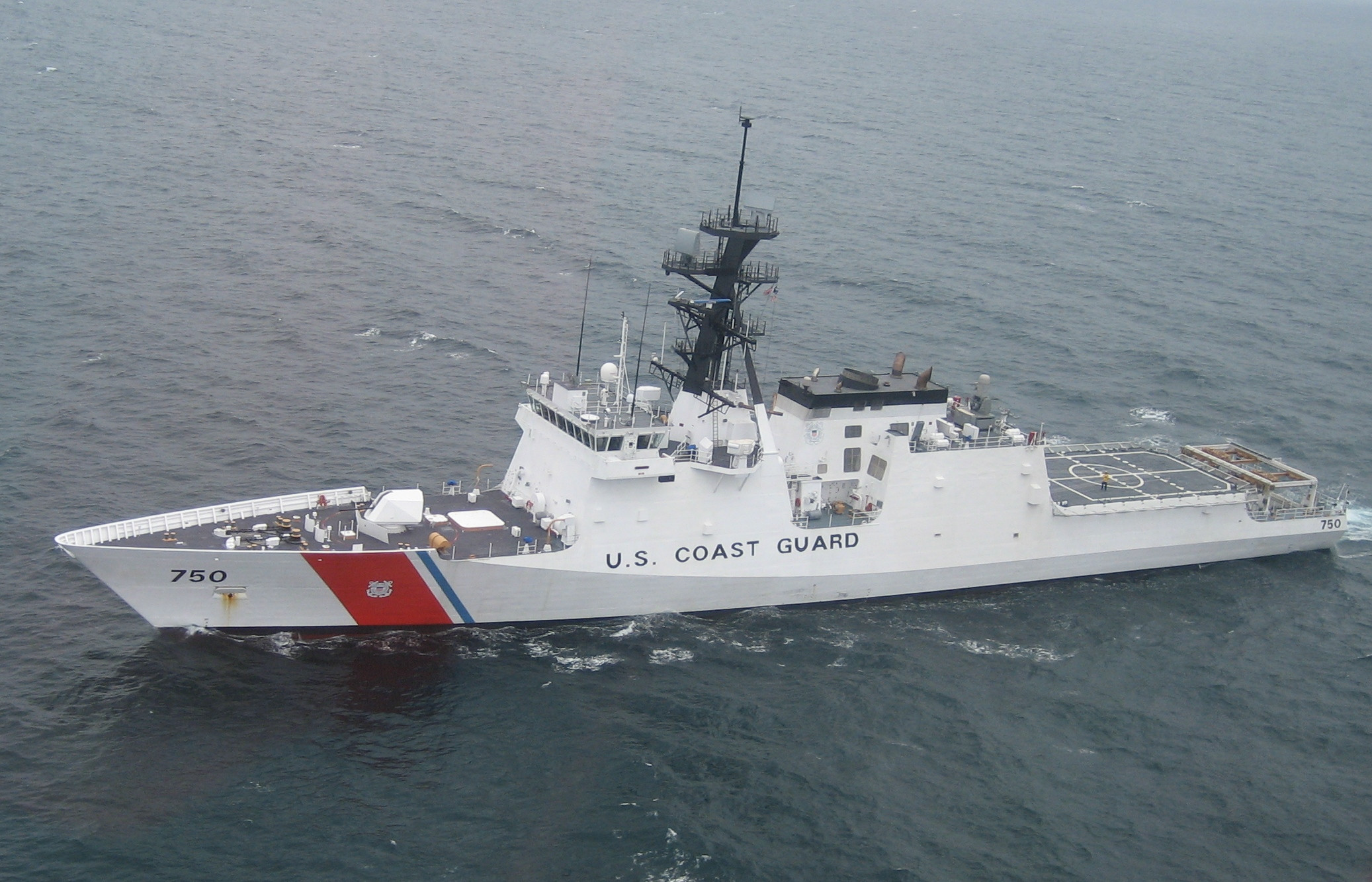
4500톤급 USCGC 버솔프 경비함

USCGC 버솔프(USCGC Bertholf, WMSL-750)는 미국 해안경비대의 4500톤급 경비함이다.

## 역사
버솔프함은 레전드급 경비함의 1번함이다. 환경보호, 탐색구조, 어업보호, 연안경비, 대테러, 법집행, 마약단속, 불법이민단속, 해군 작전 참여 등 다양한 임무를 수행한다. 기관포와 작전용 헬기 등으로 무장한 경비함으로 마약 밀수 단속 등 해양 감시 활동에 최적화되어 있다.
2019년 3월 3일, 버솔프함이 일본 나가사키현 사세보항에 입항했다.
2019년 3월 25일, 미국 해군 이지스 구축함 커티스 윌버함과 연안경비대 소속 버솔프 경비함(4500t급)이 대만해협을 통과했다. 미국 해군 함정의 대만해협 통과는 올들어 3번째다.
2019년 3월 27일, 북한 불법환적 단속을 위해 동중국해에 투입된 버솔프함이 제주민군복합형관광미항에 도착했다. 버솔프함은 헬기와 무인정찰기, 첨단 레이저 장비, 수중의 잠수정 위치 파악, 특수부대원이 타는 고속정 탑재 등 첨단 장비로 무장한 것으로 알려졌으며, 동중국해에서 북한의 불법 환적을 차단하는 임무를 수행할 예정이다. 미 본토 해안을 지키는 버솔프함이 북한의 불법 환적을 차단하기 위해 급파된데 대해, 문재인 정권의 대북정책을 불신하는 미국의 대북 해상 봉쇄 조치란 시각이 적지 않다.
2019년 3월 28일, 제주도 서귀포 남쪽 10 km 해상에서 2시간 동안 마약단속 한미합동훈련을 했다. 제주해경 소속 이청호 경비함(5002함, 6500t급) 1척과 고속보트 2척, 헬리콥터 1대, 미국 해안경비대 소속 버솔프(WMSL-750) 경비함(4500t급) 1척, 고속보트 2척, 헬리콥터 1대가 동원됐다. 이례적으로 미국이 상세한 훈련내용을 모두 공개할 것을 강력하게 요청했다.
미국은 북한의 불법환적 의심선박 95척을 적발해 발표했으며, 한국 선박이 한 척 포함되어 있다. 한국 국적인 '루니스(LUNIS)'호는 1999년 건조된 5412t급 유조선으로, 부산 소재 해운사인 A가 소유하고 M사가 운항해왔다. 한국 정부는 2018년 10월 무혐의 처분했다. 선박 간 환적을 전후로 한 기항지에는 한국의 부산과 여수, 광양도 포함되었다.

## 같이 보기
- 조선민주주의인민공화국산 석탄 대한민국 반입 사건